# 권중화 (축구인)
권중화(한국 한자: 權重華, 1968년 2월 11일~)는 대한민국의 전직 축구 선수 출신 지도자이다. 현역 시절 포지션은 공격수였다.

## 선수 경력
권중화는 1990시즌을 앞두고 유공 코끼리에 입단했다. 1990년 9월 22일 일화 천마와의 경기에서 프로 데뷔골을 기록했다. 1992년 7월 11일 현대 호랑이와의 경기에서 K리그 통산 2000번째 골을 기록하기도 했다.
1993시즌을 앞두고 LG 치타스에 입단했다.
1995시즌을 앞두고 신생팀인 전남 드래곤즈에 입단했다.

## 지도자 경력
은퇴 이후 축구 지도자가 되었으며 부천시에 위치한 상일중학교 축구부 감독을 맡았다.

## 가족 관계
그의 아들인 권로안 역시 축구 선수로 뛰고 있다.